# 香港第1凶宅
《香港第1凶宅》是一部1998年香港恐怖鬼片，由杜勵智執導，黃秋生、黎姿、羅蘭、林尚義和張玉珊主演。雖然作為恐怖片，也有少量驚嚇元素，但表達手法並不恐怖，反而為之重視親人關係之間的描寫。

## 劇情簡介
「孽，不會被留下，也不會被忘記——而是會一直隨身。」
劇情講述黎姿飾演的阿芝（黎姿飾）因為收到阿芬來電，得知祖屋受到地產發展商的非法收購行為騷擾，因而帶著丈夫阿輝（黃秋生飾）回到祖屋居住。在途中阿芝夫婦遇上堪輿風水學教授天寶照（李丞責飾），天寶照發現祖屋卻為凶宅之中的凶宅，一直由阿芝母親以複雜的風水佈局鎮壓，但卻受到阿芝冷眼看待。然而阿芝母親年事以高以致無力維持風水局，阿輝因此被誘進陰間，阿芝亦不斷受到靈體騷擾。苦惱的阿芝因而向上司阿叔（林尚義飾）求助，其中更重遇天寶照。可惜由於阿芝過往的無禮行為，天寶照並不能協助阿芝，只能為她指引另一位高人，在高人的幫助下，凶宅的真相漸漸浮出水面。原來凶宅並不可怕，可怕的是⋯⋯

## 角色介紹
| 演員   | 角色             | 備註                           |
| 黎姿   | 阿芝（Gigi）     | 雜誌社婚姻專欄作家、阿輝太太。 |
| 黃秋生 | 阿輝             | 水警、阿芝丈夫。               |
| 羅蘭   | 阿芝與阿芬的母親 | 前問米婆。                     |
| 張玉珊 | 阿芬             | 阿芝細妹。                     |
| 林尚義 | 阿叔             | 雜誌社編輯，怪談專欄作家。     |
| 李丞責 | 天寶照           | 堪輿風水學教授。               |

## 外部連結
- 香港影庫上《香港第1凶宅》的資料（繁體中文）
- AllMovie上《香港第1凶宅》的资料（英文）
- 互联网电影数据库（IMDb）上《香港第1凶宅》的资料（英文）
- 豆瓣电影上《香港第1凶宅》的資料 （简体中文）
- 时光网上《香港第1凶宅》的資料（简体中文）